# Зефирантес
Зефирантес (лат. Zephyranthes) — род цветковых растений семейства Амариллисовые (Amaryllidaceae), ранее помещался в семейство Лилейные (Liliaceae).
Некоторые виды используются как комнатные растения.
Родина растений рода Зефирантес — тропические и субтропические регионы Северной, Центральной и Южной Америки в центральных умеренно-тёплых регионах Аргентины и Чили в северной части Патагонии, а также Вест-Индия.
Название рода означает «цветок Зефира» и происходит от греческих слов Zephyr — имя бога западного теплого ветерка и anthes — цветок. Зефирантесы также называют «дождевой лилией» (англ. Rain Lily), так как они начинают цвести с началом сезона дождей.

## Ботаническое описание

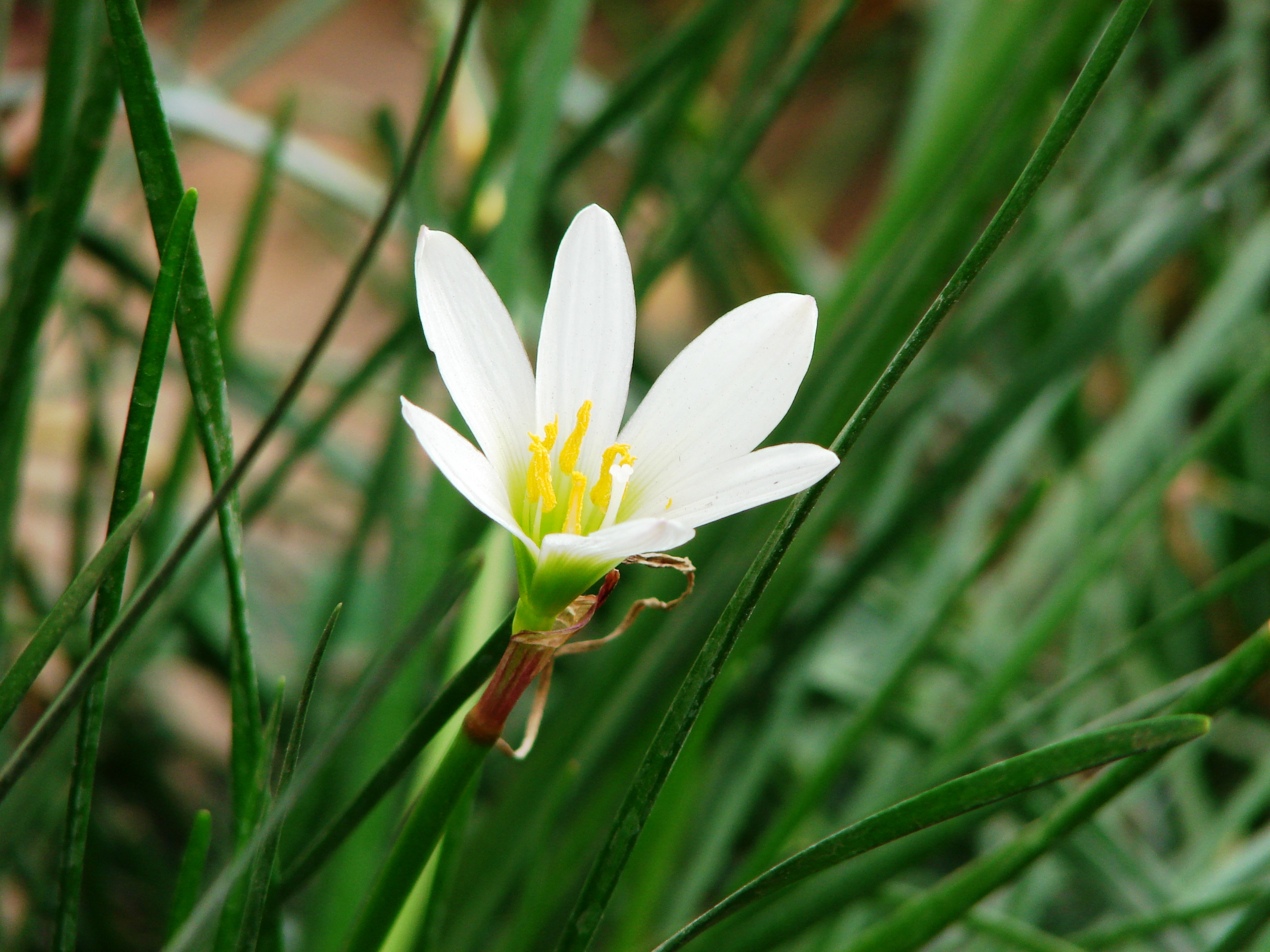
Zephyranthes candida— зефирантес белый

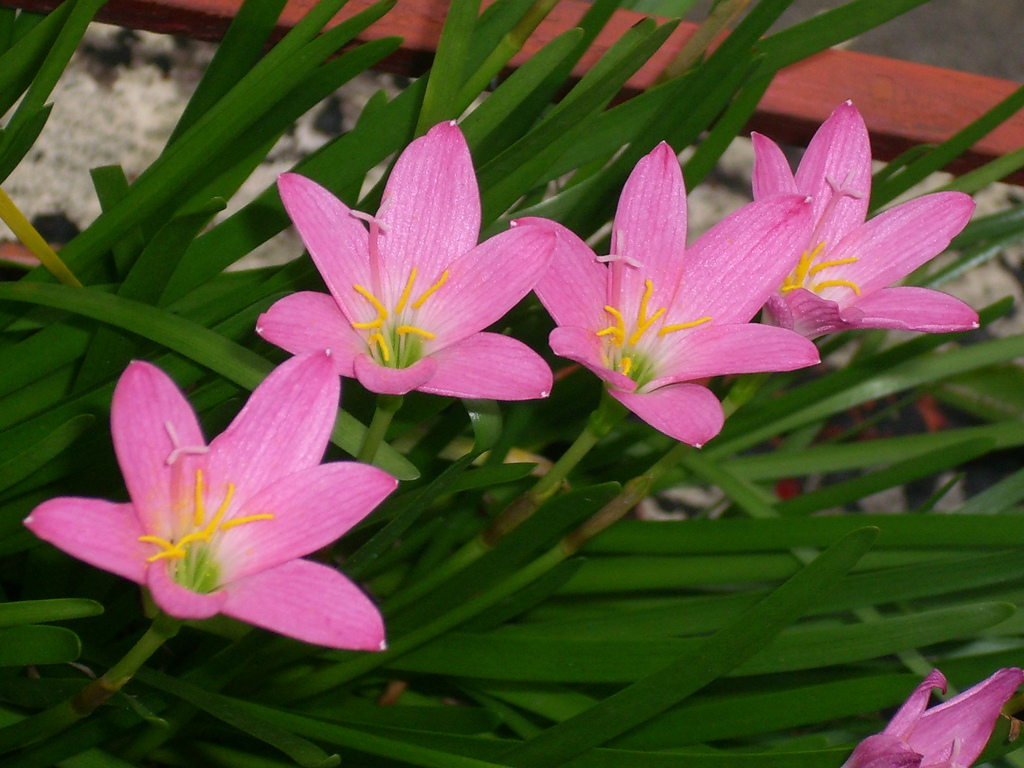
Zephyranthes rosea

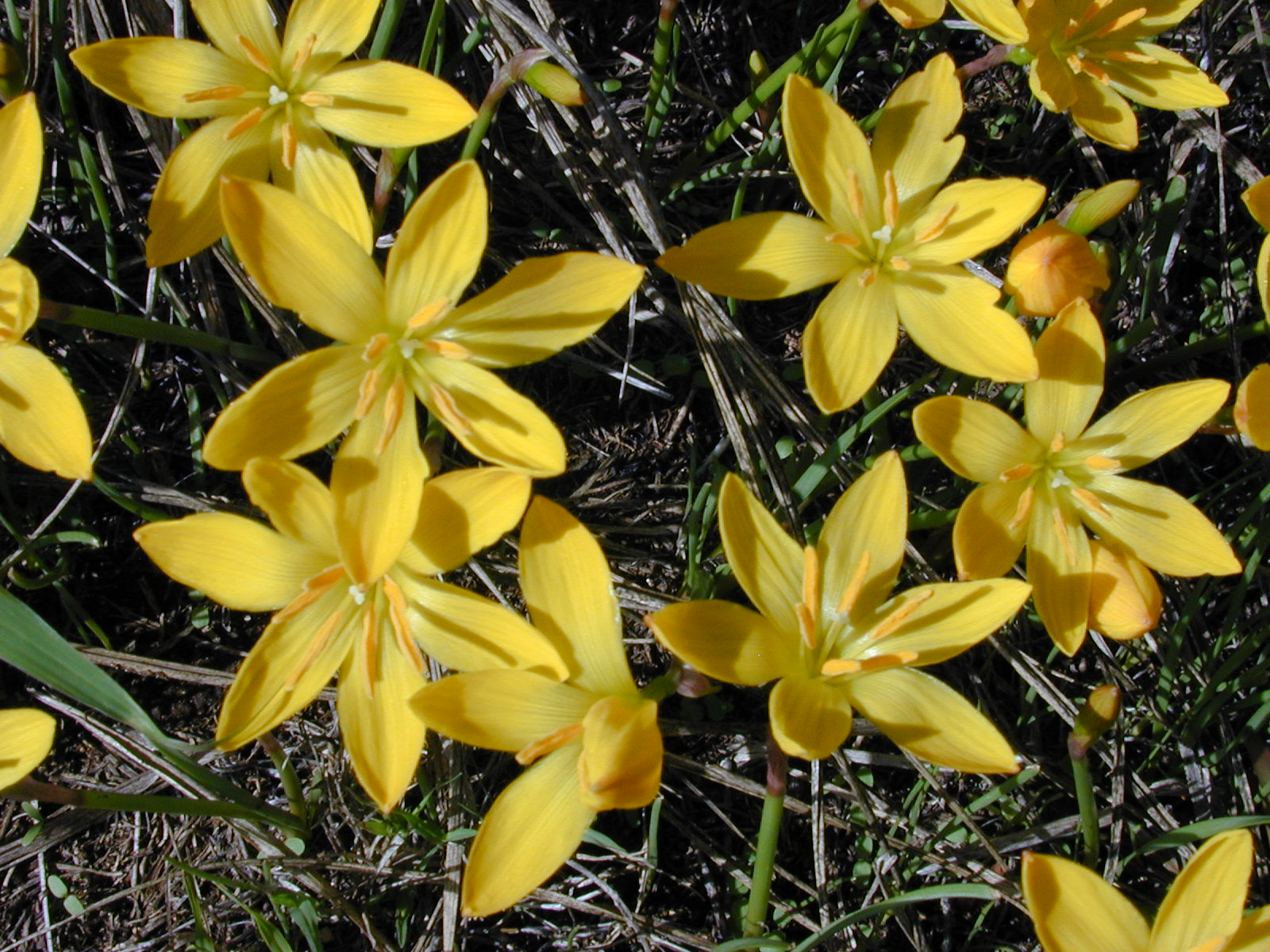
Zephyranthes citrina

Листья зефирантеса прикорневые, узкие, до 30—40 см в длину, цветонос — высотой 25—30 см, на нём расположены одиночные крокусовидные цветки диаметром 8—10 см, розового, белого, красного, жёлтого цвета (в зависимости от вида). Луковицы — от 1 до 5 см в диаметре, округлые, в бурых чешуйках. Из луковицы вырастает несколько цветоносов. Сухое время года большинство природных видов проводит в безлистом состоянии в виде скрытых в земле луковиц, устойчивых к засухе, пожарам и вредителям (из-за содержащихся в них ядовитых веществ).
На своей родине эти цветы очень любимы садоводами, их выращивают подобно весенним крокусам. В просторечии их называют Аzucenita de campo (маленькими гиппеаструмами), или по аналогии с крокусами — Аzafran.
При культивировании растения обильнее цветут при летнем содержании в открытом грунте.

## Виды
Род включает около 90 видов, около десяти из них культивируют. Наиболее распространённые в культуре виды — зефирантес белый и зефирантес крупноцветковый.
- Zephyranthes albiella
- Zephyranthes albolilacinus
- Zephyranthes americana
- Zephyranthes amoena
- Zephyranthes andina
- Zephyranthes atamasca — Зефирантес атамасский
- Zephyranthes bella
- Zephyranthes bifolia
- Zephyranthes brevipes
- Zephyranthes breviscapa
- Zephyranthes briquetii
- Zephyranthes candida — Зефирантес белый
- Zephyranthes capivarina
- Zephyranthes cardinalis
- Zephyranthes carinata
- Zephyranthes cearensis
- Zephyranthes challensis
- Zephyranthes chlorosolen
- Zephyranthes chrysantha
- Zephyranthes ciceroana
- Zephyranthes citrina
- Zephyranthes clintiae
- Zephyranthes concolor
- Zephyranthes crociflora
- Zephyranthes cubensis
- Zephyranthes depauperata
- Zephyranthes dichromantha
- Zephyranthes diluta
- Zephyranthes drummondii
- Zephyranthes elegans
- Zephyranthes erubescens
- Zephyranthes filifolia
- Zephyranthes flavissima
- Zephyranthes fluvialis
- Zephyranthes fosteri
- Zephyranthes fragrans
- Zephyranthes gracilis
- Zephyranthes gratissima
- Zephyranthes guatemalensis
- Zephyranthes hondurensis
- Zephyranthes howardii
- Zephyranthes insularum
- Zephyranthes jonesii
- Zephyranthes katheriniae
- Zephyranthes lagesiana
- Zephyranthes latissimifolia
- Zephyranthes leucantha
- Zephyranthes lindleyana
- Zephyranthes longistyla
- Zephyranthes longituba
- Zephyranthes macrosiphon
- Zephyranthes mesochloa
- Zephyranthes microstigma
- Zephyranthes minima
- Zephyranthes minuta
- Zephyranthes miradorensis
- Zephyranthes moctezumae
- Zephyranthes modesta
- Zephyranthes morrisclintii
- Zephyranthes nelsonii
- Zephyranthes nymphaea
- Zephyranthes orellanae
- Zephyranthes paranaensis
- Zephyranthes parvula
- Zephyranthes proctorii
- Zephyranthes pseudocolchicum
- Zephyranthes puertoricensis
- Zephyranthes pulchella
- Zephyranthes purpurella
- Zephyranthes pusilla
- Zephyranthes refugiensis
- Zephyranthes reginae
- Zephyranthes rosalensis
- Zephyranthes rosea
- Zephyranthes sessilis
- Zephyranthes simpsonii
- Zephyranthes smallii
- Zephyranthes stellaris
- Zephyranthes subflava
- Zephyranthes susatana
- Zephyranthes traubii
- Zephyranthes treatiae
- Zephyranthes tucumanensis
- Zephyranthes uruguaianica
- Zephyranthes verecunda
- Zephyranthes versicolor
- Zephyranthes wrightii
- Zephyranthes yaviensis

## Выращивание
Зефирантес выращивают в открытом грунте и в горшках. Пересадка зефирантеса — ежегодная процедура, проводится в начале периода покоя, когда горшок заполняется луковичками-детками. Однако слишком просторный горшок для посадки растения брать не следует — оно лучше развивается в некоторой тесноте.

## Лечебные свойства
В народной медицине луковицу зефирантеса крупноцветкового используют при абсцессах (в горячих компрессах), заболеваниях печени. Всё растение зефирантеса белого применяется в Китае при конвульсиях и гепатите. В разных странах препараты зефирантеса используют для лечения рака, диабета, туберкулеза, при простуде.